# Spielvereinigung Greuther Fürth 1997-1998
Questa voce raccoglie le informazioni riguardanti il Spielvereinigung Greuther Fürth nelle competizioni ufficiali della stagione 1997-1998.

## Stagione
Nella stagione 1997-1998 il Greuther Fürth, allenato da Armin Veh e Benno Möhlmann, concluse il campionato di 2. Bundesliga al 9º posto. In Coppa di Germania il Greuther Fürth fu eliminato al secondo turno dal Borussia Dortmund.

## Rosa
| N. |                      | Ruolo | Calciatore         |
| -- | -------------------- | ----- | ------------------ |
| 1  | Germania (bandiera)  | P     | Ronny Teuber       |
| 2  | Germania (bandiera)  | D     | Dieter Probst      |
| 3  | Germania (bandiera)  | D     | Janos Radoki       |
| 5  | Germania (bandiera)  | C     | Markus Lotter      |
| 6  | Germania (bandiera)  | D     | Domenico Sbordone  |
| 8  | Germania (bandiera)  | C     | Jochen Weigl       |
| 9  | Germania (bandiera)  | A     | Frank Türr         |
| 11 | Rep. Ceca (bandiera) | A     | Milan Kerbr        |
| 12 | Rep. Ceca (bandiera) | D     | Petr Škarabela     |
| 15 | Germania (bandiera)  | C     | Daniel Felgenhauer |
| 20 | Marocco (bandiera)   | C     | Rachid Azzouzi     |
| 23 | Germania (bandiera)  | C     | Christian Hassa    |
| 30 | Germania (bandiera)  | P     | Günther Reichold   |

| N. |                                 | Ruolo | Calciatore          |
| -- | ------------------------------- | ----- | ------------------- |
| 18 | Germania (bandiera)             | D     | Max Eberl           |
| 4  | Bulgaria (bandiera)             | D     | Engibar Engibarov   |
| 26 | Germania (bandiera)             | D     | Ronny Ernst         |
| 7  | Russia (bandiera)               | D     | Andrey Ivanov       |
| 19 | Germania (bandiera)             | D     | Rainer Zietsch      |
| 14 | Ghana (bandiera)                | C     | Godfried Aduobe     |
| 10 | Germania (bandiera)             | C     | Dirk Anders         |
| 24 | Rep. Ceca (bandiera)            | C     | Jiří Homola         |
| 16 | Slovenia (bandiera)             | C     | Rajko Tavčar        |
| 13 | Serbia (bandiera)               | A     | Miodrag Anđelković  |
| 22 | Germania (bandiera)             | A     | Alexander Dürr      |
| 17 | Bosnia ed Erzegovina (bandiera) | A     | Nikola Juričić      |
| 21 | Camerun (bandiera)              | A     | Roland Njume-N'Toko |

## Organigramma societario
Area tecnica
- Allenatore: Benno Möhlmann
- Allenatore in seconda: Paul Hesselbach
- Preparatore dei portieri:
- Preparatori atletici:

## Calciomercato

### Sessione estiva
| Acquisti | Acquisti            | Acquisti         | Acquisti |
| R.       | Nome                | da               | Modalità |
| -------- | ------------------- | ---------------- | -------- |
| C        | Dirk Anders         | Duisburg         |          |
| A        | Miodrag Anđelković  | Espanyol         |          |
| C        | Rachid Azzouzi      | Fortuna Colonia  |          |
| D        | Andrej Černyšov     | PAOK             |          |
| D        | Max Eberl           | Bochum           |          |
| D        | Ronny Ernst         | Monaco 1860      |          |
| C        | Daniel Felgenhauer  | Bayern Hof       |          |
| D        | Andrey Ivanov       | Wacker Innsbruck |          |
| A        | Milan Kerbr         | Sigma Olomouc    |          |
| A        | Roland Njume-N'Toko | Darmstadt        |          |
| D        | Petr Škarabela      | Ulma             |          |
| C        | Rajko Tavčar        | Augusta          |          |
| P        | Ronny Teuber        | Gütersloh        |          |

| Cessioni | Cessioni         | Cessioni          | Cessioni |
| R.       | Nome             | a                 | Modalità |
| -------- | ---------------- | ----------------- | -------- |
| D        | Andrej Černyšov  | Anversa           |          |
| A        | Harald Ebner     | SpVgg Stegaurach  |          |
| D        | Michael Hecht    | Quelle Fürth      |          |
| P        | Andreas Menger   | Colonia           |          |
| C        | Bernd Müller     | Schwabach         |          |
| C        | Matthias Plößner | Quelle Fürth      |          |
| D        | Thomas Richter   | Norimberga        |          |
| C        | Roland Stein     | Wacker Burghausen |          |

### Sessione invernale
| Acquisti | Acquisti          | Acquisti      | Acquisti |
| R.       | Nome              | da            | Modalità |
| -------- | ----------------- | ------------- | -------- |
| D        | Engibar Engibarov | Spartak Varna |          |
| C        | Christian Hassa   | Norimberga    |          |

| Cessioni | Cessioni          | Cessioni            | Cessioni |
| R.       | Nome              | a                   | Modalità |
| -------- | ----------------- | ------------------- | -------- |
| C        | Almin Osmanagic   | NK Zagabria         |          |
| D        | Muhamed Preljević | Vikt. Aschaffenburg |          |

## Risultati

### 2. Bundesliga

#### Girone di andata
| Fürth 27 luglio 1997, ore 15:00 CEST 1ª giornata | Greuther Fürth | 0 – 0 referto | St. Pauli | Playmobil-Stadion (13 000 spett.)\| Arbitro: \| Krug \| |
| Arbitro:                                         | Krug           |               |           |                                                         |

| Arbitro: | Friedrichs |

|                                             |           |           |
| Hock 14’ Ouakili 18’ Grevelhörster 25’, 29’ | Marcatori | 80’ Kerbr |

| Arbitro: | Kinhöfer |

|           |           |  |
| Kerbr 12’ | Marcatori |  |

| Arbitro: | Meyer |

|                   |           |           |
| Schmitt 3’ (rig.) | Marcatori | 10’ Weigl |

| Arbitro: | Neis |

|                          |           |                          |
| Dürr 63’ Türr 67’ (rig.) | Marcatori | 49’ Rietpietsch 90’ Tare |

| Arbitro: | Kadach |

|                     |           |           |
| Majek 53’ Schön 68’ | Marcatori | 59’ Kerbr |

| Arbitro: | Werthmann |

|          |           |                  |
| Dürr 46’ | Marcatori | 63’, 88’ Beierle |

| Arbitro: | Hauer |

|                                    |           |  |
| Konetzke 11’ Labak 23’ Irrgang 84’ | Marcatori |  |

| Arbitro: | Merk |

|  |           |             |
|  | Marcatori | 43’ Driller |

| Arbitro: | Schütz |

|  |           |             |
|  | Marcatori | 21’ Azzouzi |

| Arbitro: | Gettke |

|                                 |           |  |
| Škarabela 47’ Türr 55’ Dürr 66’ | Marcatori |  |

| Arbitro: | Dardenne |

|  |           |          |
|  | Marcatori | 51’ Türr |

| Arbitro: | Malbranc |

|                     |           |              |
| Kerbr 53’ Weigl 59’ | Marcatori | 65’ Sobotzik |

| Arbitro: | Weiner |

|                           |           |  |
| Wollitz 16’ Grammozīs 40’ | Marcatori |  |

| Arbitro: | Wack |

|                      |           |  |
| Azzouzi 40’ Dürr 77’ | Marcatori |  |

| Arbitro: | Margenberg |

|  |           |               |
|  | Marcatori | 77’ Škarabela |

| Fürth 14 dicembre 1997, ore 14:00 CET 17ª giornata | Greuther Fürth | 0 – 0 referto | Gütersloh | Playmobil-Stadion (7 000 spett.)\| Arbitro: \| Meyer \| |
| Arbitro:                                           | Meyer          |               |           |                                                         |

#### Girone di ritorno
| Arbitro: | Blumenstein |

|             |           |  |
| Trulsen 88’ | Marcatori |  |

| Arbitro: | Hilmes |

|                             |           |                           |
| Kuhnert 45’ (aut.) Türr 52’ | Marcatori | 4’ Herzberger 59’ Demandt |

| Arbitro: | Kemmling |

|           |           |             |
| Lense 87’ | Marcatori | 61’ Azzouzi |

| Fürth 8 marzo 1998, ore 15:00 CET 21ª giornata | Greuther Fürth | 0 – 0 referto | Fortuna Colonia | Playmobil-Stadion (6 100 spett.)\| Arbitro: \| Strampe \| |
| Arbitro:                                       | Strampe        |               |                 |                                                           |

| Arbitro: | Wendorf |

|             |           |  |
| Leśniak 45’ | Marcatori |  |

| Fürth 22 marzo 1998, ore 15:00 CET 23ª giornata | Greuther Fürth | 0 – 0 referto | Wattenscheid 09 | Playmobil-Stadion (6 500 spett.)\| Arbitro: \| Schößling \| |
| Arbitro:                                        | Schößling      |               |                 |                                                             |

| Arbitro: | Dörr |

|            |           |  |
| Kevric 77’ | Marcatori |  |

| Arbitro: | Byernetzky |

|           |           |  |
| Kerbr 54’ | Marcatori |  |

| Arbitro: | Müller |

|  |           |          |
|  | Marcatori | 70’ Dürr |

| Arbitro: | Wezel |

|          |           |             |
| Türr 83’ | Marcatori | 60’ Wassmer |

| Arbitro: | Gettke |

|                           |           |  |
| Wohlfarth 8’ Mehlhorn 12’ | Marcatori |  |

| Arbitro: | Hauer |

|                               |           |  |
| Felgenhauer 27’, 77’ Türr 60’ | Marcatori |  |

| Arbitro: | Kammerer |

|           |           |           |
| Flick 84’ | Marcatori | 78’ Weigl |

| Arbitro: | Wendorf |

|                                        |           |             |
| Felgenhauer 17’ Škarabela 33’ Türr 72’ | Marcatori | 62’ Wollitz |

| Arbitro: | Blumenstein |

|                          |           |          |
| Thoben 50’ von Ahlen 58’ | Marcatori | 24’ Türr |

| Fürth 3 giugno 1998, ore 19:00 CEST 33ª giornata | Greuther Fürth | 0 – 0 referto | Unterhaching | Playmobil-Stadion (6 000 spett.)\| Arbitro: \| Friedrichs \| |
| Arbitro:                                         | Friedrichs     |               |              |                                                              |

| Arbitro: | Wack |

|          |           |          |
| Vier 50’ | Marcatori | 4’ Weigl |

### Coppa di Germania
| Arbitro: | Schäfer |

|  |           |                         |
|  | Marcatori | 69’ Škarabela 79’ Kerbr |

| Arbitro: | Heynemann |

|                           |           |                                      |
| Probst 2’ Dürr 67’ (rig.) | Marcatori | 40’ Möller 44’ Sousa 53’, 90’ Ricken |

## Statistiche

### Statistiche di squadra
| Competizione      | Punti | In casa | In casa | In casa | In casa | In casa | In casa | In trasferta | In trasferta | In trasferta | In trasferta | In trasferta | In trasferta | Totale | Totale | Totale | Totale | Totale | Totale | DR |
| Competizione      | Punti | G       | V       | N       | P       | Gf      | Gs      | G            | V            | N            | P            | Gf           | Gs           | G      | V      | N      | P      | Gf     | Gs     | DR |
| ----------------- | ----- | ------- | ------- | ------- | ------- | ------- | ------- | ------------ | ------------ | ------------ | ------------ | ------------ | ------------ | ------ | ------ | ------ | ------ | ------ | ------ | -- |
| 2. Bundesliga     | 45    | 17      | 7       | 8       | 2       | 21      | 10      | 17           | 4            | 4            | 9            | 11           | 22           | 34     | 11     | 12     | 11     | 32     | 32     | 0  |
| Coppa di Germania | -     | 1       | 0       | 0       | 1       | 2       | 4       | 1            | 1            | 0            | 0            | 2            | 0            | 2      | 1      | 0      | 1      | 4      | 4      | 0  |
| Totale            | 45    | 18      | 7       | 8       | 3       | 23      | 14      | 18           | 5            | 4            | 9            | 13           | 22           | 36     | 12     | 12     | 12     | 36     | 36     | 0  |

### Andamento in campionato
| Giornata  | 1  | 2  | 3  | 4 | 5 | 6  | 7  | 8  | 9  | 10 | 11 | 12 | 13 | 14 | 15 | 16 | 17 | 18 | 19 | 20 | 21 | 22 | 23 | 24 | 25 | 26 | 27 | 28 | 29 | 30 | 31 | 32 | 33 | 34 |
| --------- | -- | -- | -- | - | - | -- | -- | -- | -- | -- | -- | -- | -- | -- | -- | -- | -- | -- | -- | -- | -- | -- | -- | -- | -- | -- | -- | -- | -- | -- | -- | -- | -- | -- |
| Luogo     | C  | T  | C  | T | C | T  | C  | T  | C  | T  | C  | T  | C  | T  | C  | T  | C  | T  | C  | T  | C  | T  | C  | T  | C  | T  | C  | T  | C  | T  | C  | T  | C  | T  |
| Risultato | N  | P  | V  | N | N | P  | P  | P  | P  | V  | V  | V  | V  | P  | V  | V  | N  | P  | N  | N  | N  | P  | N  | P  | V  | V  | N  | P  | V  | N  | V  | P  | N  | N  |
| Posizione | 10 | 17 | 11 | 9 | 9 | 12 | 14 | 17 | 18 | 17 | 15 | 11 | 9  | 10 | 8  | 6  | 6  | 8  | 9  | 9  | 10 | 11 | 11 | 12 | 12 | 9  | 9  | 13 | 8  | 9  | 8  | 9  | 9  | 9  |

Legenda:

Luogo: C = Casa; T = Trasferta. Risultato: V = Vittoria; N = Pareggio; P = Sconfitta.

### Statistiche dei giocatori
| Giocatore       | 2. Bundesliga | 2. Bundesliga | 2. Bundesliga | 2. Bundesliga | Coppa di Germania | Coppa di Germania | Coppa di Germania | Coppa di Germania | Totale   | Totale | Totale      | Totale     |
| Giocatore       | Presenze      | Reti          | Ammonizioni   | Espulsioni    | Presenze          | Reti              | Ammonizioni       | Espulsioni        | Presenze | Reti   | Ammonizioni | Espulsioni |
| --------------- | ------------- | ------------- | ------------- | ------------- | ----------------- | ----------------- | ----------------- | ----------------- | -------- | ------ | ----------- | ---------- |
| G. Aduobe       | 13            | 0             | 0             | 0             | 1                 | 0                 | 0                 | 0                 | 14       | 0      | 0           | 0          |
| D. Anders       | 28            | 0             | 4             | 2             | 2                 | 0                 | 0                 | 0                 | 30       | 0      | 4           | 2          |
| M. Anđelković   | 2             | 0             | 0             | 0             | 1                 | 0                 | 0                 | 0                 | 3        | 0      | 0           | 0          |
| R. Azzouzi      | 21            | 3             | 7             | 0             | 2                 | 0                 | 0                 | 0                 | 23       | 3      | 7           | 0          |
| A. Chernyshov   | 7             | 0             | 2             | 0             | 1                 | 0                 | 0                 | 0                 | 8        | 0      | 2           | 0          |
| A. Dürr         | 29            | 5             | 4             | 0             | 2                 | 1                 | 1                 | 0                 | 31       | 6      | 5           | 0          |
| M. Eberl        | 24            | 0             | 7             | 0             | 1                 | 0                 | 1                 | 0                 | 25       | 0      | 8           | 0          |
| E. Engibarov    | 2             | 0             | 1             | 0             | 0                 | 0                 | 0                 | 0                 | 2        | 0      | 1           | 0          |
| R. Ernst        | 19            | 0             | 2             | 0             | 1                 | 0                 | 0                 | 0                 | 20       | 0      | 2           | 0          |
| D. Felgenhauer  | 16            | 3             | 0             | 0             | 1                 | 0                 | 0                 | 0                 | 17       | 3      | 0           | 0          |
| C. Hassa        | 12            | 0             | 0             | 0             | 0                 | 0                 | 0                 | 0                 | 12       | 0      | 0           | 0          |
| J. Homola       | 7             | 0             | 0             | 0             | 0                 | 0                 | 0                 | 0                 | 7        | 0      | 0           | 0          |
| A. Ivanov       | 9             | 0             | 4             | 0             | 0                 | 0                 | 0                 | 0                 | 9        | 0      | 4           | 0          |
| N. Juričić      | 0             | 0             | 0             | 0             | 0                 | 0                 | 0                 | 0                 | 0        | 0      | 0           | 0          |
| M. Kerbr        | 28            | 5             | 4             | 1             | 1                 | 1                 | 1                 | 0                 | 29       | 6      | 5           | 1          |
| M. Lotter       | 26            | 0             | 7             | 0             | 2                 | 0                 | 1                 | 0                 | 28       | 0      | 8           | 0          |
| R. Njume-N'Toko | 0             | 0             | 0             | 0             | 0                 | 0                 | 0                 | 0                 | 0        | 0      | 0           | 0          |
| A. Osmanagic    | 1             | 0             | 0             | 0             | 0                 | 0                 | 0                 | 0                 | 1        | 0      | 0           | 0          |
| D. Probst       | 25            | 0             | 5             | 0             | 2                 | 1                 | 0                 | 0                 | 27       | 1      | 5           | 0          |
| J. Radoki       | 32            | 0             | 4             | 0             | 2                 | 0                 | 0                 | 0                 | 34       | 0      | 4           | 0          |
| G. Reichold     | 32            | 0             | 0             | 0             | 2                 | 0                 | 0                 | 0                 | 34       | 0      | 0           | 0          |
| D. Sbordone     | 27            | 0             | 6             | 0             | 1                 | 0                 | 0                 | 0                 | 28       | 0      | 6           | 0          |
| R. Tavčar       | 0             | 0             | 0             | 0             | 0                 | 0                 | 0                 | 0                 | 0        | 0      | 0           | 0          |
| R. Teuber       | 2             | 0             | 0             | 0             | 0                 | 0                 | 0                 | 0                 | 2        | 0      | 0           | 0          |
| F. Türr         | 30            | 8             | 4             | 0             | 2                 | 0                 | 0                 | 0                 | 32       | 8      | 4           | 0          |
| J. Weigl        | 33            | 4             | 7             | 0             | 1                 | 0                 | 0                 | 0                 | 34       | 4      | 7           | 0          |
| R. Zietsch      | 12            | 0             | 3             | 0             | 2                 | 0                 | 1                 | 0                 | 14       | 0      | 4           | 0          |
| P. Škarabela    | 27            | 3             | 2             | 1             | 1                 | 1                 | 1                 | 0                 | 28       | 4      | 3           | 1          |